# De Zeven Provinciën-klass

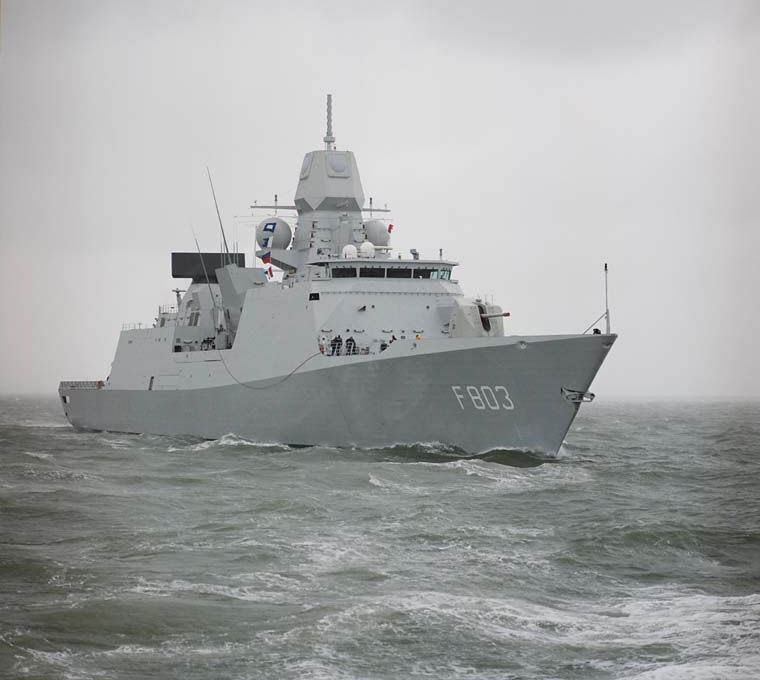
Hr. Ms. Tromp (F803)

De Zeven Provinciën-klass är en klass fregatter konstruerade för Nederländernas flotta mellan 1998 och 2005. Fartygen i klassen ersatte den tidigare Tromp-klassen.

## Fartyg i klassen

### Zr.Ms.De Zeven Provinciën(F802)
Påbörjad: 1 september 1998, Sjösatt: 8 april 2000, Tagen i tjänst: 26 april 2002.

### Zr.Ms.Tromp(F803)
Påbörjad: 3 september 1999, Sjösatt: 7 april 2001, Tagen i tjänst: 14 mars 2003.

### Zr.Ms.De Ruyter(F804)
Påbörjad: 1 september 2000, Sjösatt: 13 april 2002, Tagen i tjänst: 22 april 2004.

### Zr.Ms.Evertsen(F805)
Påbörjad: 3 september 2001, Sjösatt: 19 april 2003, Tagen i tjänst: 10 juni 2005.